# Stadium Metropolitano
El Stadium Metropolitano fue un estadio de fútbol de la ciudad española de Madrid. Albergó los partidos del Club Atlético de Madrid hasta 1966, cuando se inauguró el estadio Vicente Calderón. Se encontraba cerca de la avenida Reina Victoria, en la manzana que actualmente forman la plaza Ciudad de Viena, el paseo de Juan XXIII, y las calles Beatriz de Bobadilla, Santiago Rusiñol y Conde de la Cimera.

## Historia
El Stadium Metropolitano se construyó a inicios de los años 1920 y se inauguró en 1923. Inicialmente el Atlético de Madrid era arrendatario y lo compartía con otros equipos de la capital, como la Gimnástica, el Unión Sporting y el Racing Club de Madrid. Por primera vez en su historia, el entonces denominado Athletic Club de Madrid jugaba de local en un campo de hierba. Tenía una capacidad para 25 000 espectadores, aunque su aforo se amplió con el paso del tiempo. El Stadium del Metropolitano no sólo se utilizaba para el fútbol sino también para atletismo, carreras de galgos, rugby, festivales y concursos debido a sus 110×73 m de extensión total y la pista de 7,5 m de anchura que rodeaba el terreno de juego. Se entraba al campo a una altitud de unos 16 m sobre el nivel del mismo, a los pies las tribunas que gradualmente descienden, lo que daba lugar a un golpe de vista magnífico para la época.

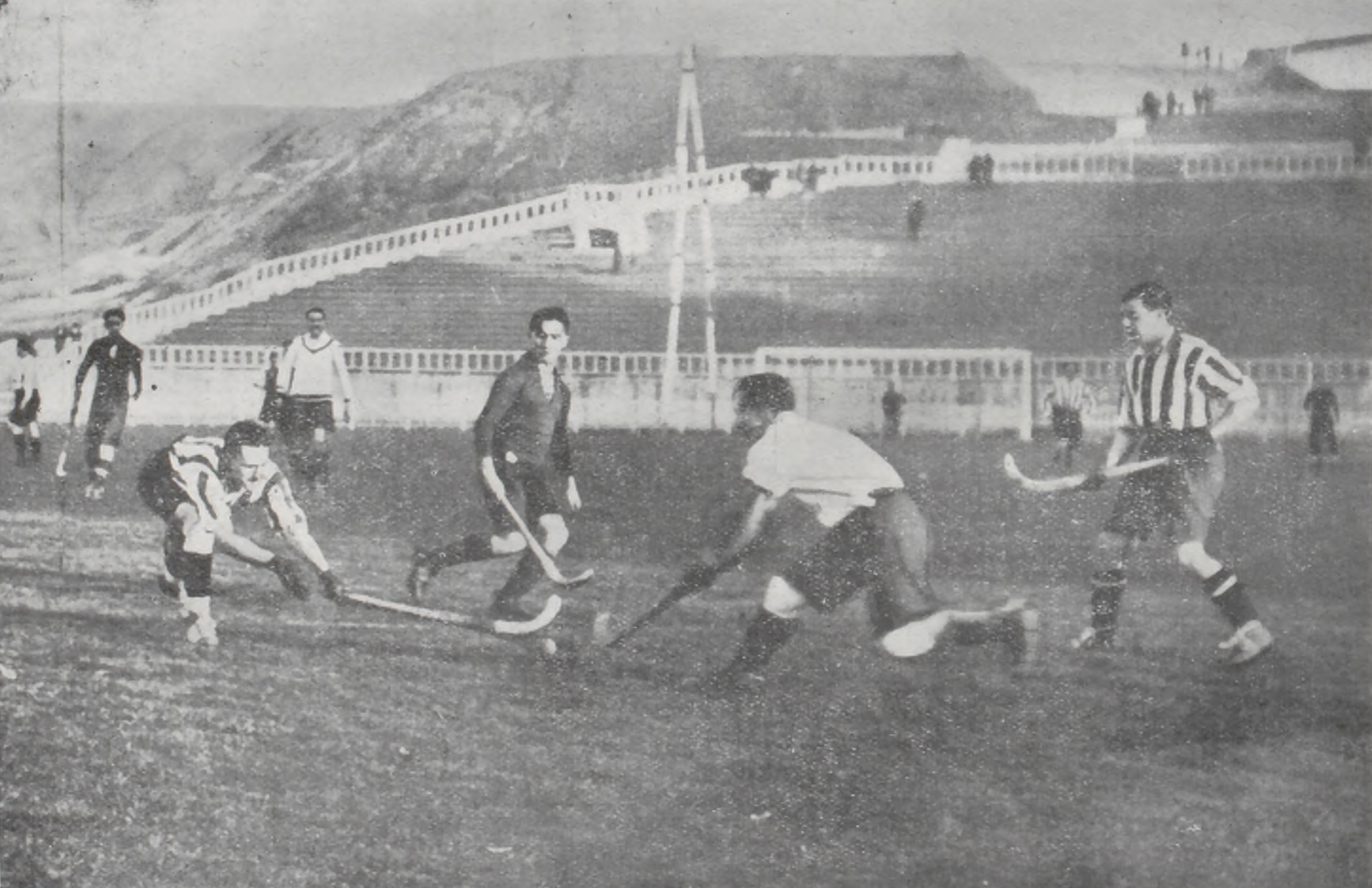
Partido de hockey disputado en el estadio (1923)

El estadio se inauguró el 13 de mayo de 1923. En el palco de honor estuvieron la reina María Cristina, la infanta Isabel, los infantes Juan, Jaime y Gonzalo y el presidente del Athletic de Madrid, Julián Ruete. A las 17:00, el infante don Juan, en medio de la ovación de los 17 000 espectadores que acudieron, realizó el saque de honor. El Athletic Club de Madrid venció por 2-1 a la Real Sociedad de Foot-ball (equipo de la ciudad natal de los hermanos Otamendi, arquitectos del Stadium Metropolitano). Dirigió el partido el árbitro Francisco Contreras, ayudado por los jueces de línea Félix Contreras y R. Nieto. El primer gol en el Stadium llegó en la primera parte y fue obra de Monchín Triana. El delantero rojiblanco marcó tras regatear a varios rivales y batir al portero Agustín Eizaguirre con un tiro fuerte y colocado.
Se construyó como parte de la urbanización Colonia del Metropolitano, que había promovido la división inmobiliaria de la compañía Metropolitano Alfonso XIII (actual Metro de Madrid), de ahí su nombre. Se ubicaba en lo que hoy es la manzana que forman la plaza de la Ciudad de Viena (donde se encontraba el césped) y las calles Beatriz de Bobadilla (donde se encontraba la grada lateral, a la cual los rivales llamaban despectivamente la Jaula), Santiago Rusiñol (donde se encontraba la tribuna cubierta y de autoridades), el paseo de Juan XXIII (donde se encontraban los vestuarios, el marcador y la enfermería) y Conde de la Cimera (antes conocida como la calle Cañadas de San Isidro, donde se encontraba la grada norte, conocida popularmente como la Gradona, que se construyó de una sola vez aprovechando el desnivel del terreno y medía 16 m de altura originariamente). Junto a la Gradona, se encontraba el "Tendido de los Sastres" que estaba separado tan solo por una valla de la calle misma, lugar donde se encaramaban muchos para ver a su equipo sin tener que pagar. Por otra parte, para acudir hasta el estadio, había que ir andando por la avenida de Reina Victoria, conocida popularmente como la "senda de los elefantes" porque salían del campo los sufridos aficionados colchoneros casi siempre cabizbajos, caminando lentamente y murmurando: "Este Athleti, este Athleti...".
Durante la guerra civil española el estadio quedó prácticamente destrozado, al igual que todo el barrio donde se encontraba, por los efectos de los combates realizados en el frente de batalla ubicado en la cercana Ciudad Universitaria. Por esta razón, tuvo que jugar como local varios años hasta su reconstrucción en el Estadio de Chamartín (1939-1940) y en el Campo de Vallecas (1940-1943), donde se proclamó campeón de sus primeras Ligas. Tras la contienda, los terrenos del Metropolitano fueron adquiridos en 1941 por el Ejército del Aire ya que acababan de fusionarse los clubes Aviación Nacional y Athletic Club de Madrid en el Athletic-Aviación Club. El ejército adquirió los terrenos para el Patronato de Huérfanos y en 1942 reconstruyó el estadio con el apoyo de Infraestructura Aérea, en una actuación dirigida por el arquitecto Javier Barroso (delantero, medio y portero del primer equipo del Atlético de Madrid en la década de 1920 y posteriormente presidente del club entre 1955 y 1964). El club pagó desde entonces una buena renta al Patronato de Huérfanos por su uso.
El 21 de febrero de 1943 el Atlético Aviación, bajo la presidencia de Juan Touzón retorna a su antiguo estadio, que es reinaugurado con un encuentro frente al Real Madrid Club de Fútbol. El equipo local venció por 2-1. El primer gol fue marcado por el rojiblanco Mariano Uceda Valdelvira en el minuto 35'. El partido fue arbitrado por Agustín Vilalta Bars del colegio catalán.
Ese mismo año, el Metropolitano acogió la final de la Copa de España (entonces Copa del Generalísimo). Se disputó el 20 de junio y en ella venció el Athletic de Bilbao al Real Madrid por 1-0.
Debido a las obras de construcción del Nuevo Chamartín, el Real Madrid C. F. jugó todos sus encuentros de la temporada 1946-47 y cinco jornadas de la temporada siguiente como local en el Stadium Metropolitano, compartiendo su uso con el equipo rojiblanco.
El 19 de octubre de 1949, se disputó la final de la Copa Eva Duarte y en ella venció el Valencia CF al FC Barcelona por 7 goles a cuatro. El 15 de abril de 1950, el Atlético firmó el acta de compra del estadio, que perteneció hasta dicha fecha a la Sociedad Stadium, de hermanos Otamendi. En 1954, el Metropolitano es reinaugurado y ampliado hasta las 50.000 localidades.
El 7 de mayo de 1966 acogió su último encuentro en el que el Atlético se enfrentaría al Atlético de Bilbao en el partido de ida de los cuartos de final de la Copa del Generalísimo. El resultado fue favorable para el equipo madrileño por 1-0 con gol en el minuto 43' del delantero colchonero José Cardona, el último gol de la historia del estadio.
El Atlético de Madrid disputó 515 partidos oficiales como local en los que marcó 1.496 goles.
A lo largo de su historia, también se celebraron veladas de boxeo y lucha libre, así como partidos de balonmano a 11 y de béisbol, y fue el final en varias ocasiones de la Vuelta a España.
Una vez que el 2 de octubre de 1966 el Atlético de Madrid consumara el traslado a su nuevo estadio junto al río Manzanares (posteriormente llamado Vicente Calderón), el Metropolitano fue demolido y sustituido por edificios de viviendas y oficinas. Como dato curioso, la nueva configuración de calles originadas tras la demolición y nuevas construcciones forma la silueta del escudo del Atlético de Madrid.

### Período en guerra
Durante la guerra civil española los terrenos fueron utilizados como huertos para el suministro debido a su amplitud. Según periodistas, doctores e historiadores, una vez finalizada la guerra y antes de que se restaurasen las competiciones deportivas en el país, en abril de 1939 el bando sublevado utilizó el lugar como centro de detención y confinamiento de los prisioneros del bando republicano, custodiado por el batallón falangista Cruces Negras de la Victoria.

## Partidos internacionales
La Selección española de fútbol disputó un total de tres partidos como local en el Metropolitano, todos ellos amistosos:
| Fecha      | Equipo | Res | Equipo     | Res |
| ---------- | ------ | --- | ---------- | --- |
| 10/05/1929 | España | 4   | Inglaterra | 3   |
| 19/01/1936 | España | 4   | Austria    | 5   |
| 23/06/1946 | España | 0   | Irlanda    | 1   |